# Оловянная кислота
Оловянная кислота — неорганическое соединение,
двухосновная кислородсодержащая кислота
с формулой H2SnO3,
белый аморфный порошок,
не растворяется в воде,
образует соли — станнаты.

## Получение
- Гидролиз разбавленных растворов сульфата олова(IV):

{\displaystyle {\mathsf {Sn(SO_{4})_{2}+3H_{2}O\ {\xrightarrow {0-2^{o}C}}\ H_{2}SnO_{3}\downarrow +2H_{2}SO_{4}}}}
- Разрушение гексагидроксостанната(IV) натрия в кислой среде:

{\displaystyle {\mathsf {Na_{2}[Sn(OH)_{6}]+2HCl\ {\xrightarrow {}}\ H_{2}SnO_{3}\downarrow +2NaCl+3H_{2}O}}}
- Осаждение подкисленного раствора хлорида олова(IV) аммиаком:

{\displaystyle {\mathsf {SnCl_{4}+4NH_{3}\cdot H_{2}O\ {\xrightarrow {}}\ H_{2}SnO_{3}\downarrow +4NH_{4}Cl+H_{2}O}}}
β-Оловянную кислоту получают растворением металлического олова в горячей концентрированной азотной кислоте с последующем разбавлением продуктов реакции большим количеством холодной воды:
{\displaystyle {\mathsf {Sn+4HNO_{3}\ {\xrightarrow {90^{o}C}}\ H_{2}SnO_{3}\downarrow +4NO_{2}+H2O}}}

## Физические свойства
Оловянная кислота образует белый аморфный порошок двух модификаций:
- α-оловянная кислота, H2SnO3⋅xH2O, при хранении деградирует, превращается в β-оловянную кислоту, а затем в SnO2;
- β-оловянная кислота, H10Sn5O15⋅xH2O, плохо растворяется в кислотах и щелочах.

Не растворяется в воде.